# NetFront

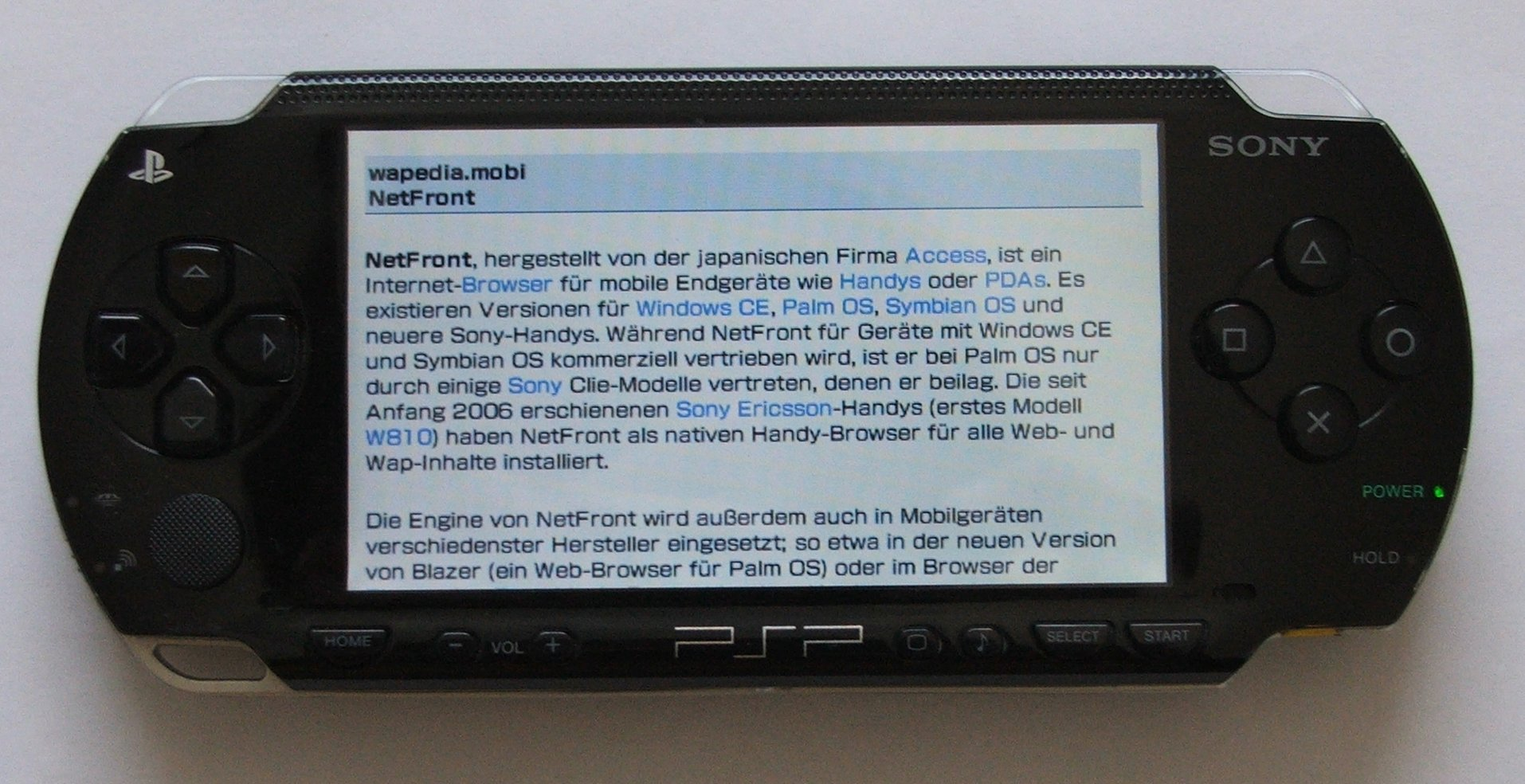
Браузер NetFront на PSP-1000.

NetFront — мобільний браузер для вбудовуваних пристроїв і систем, що розроблявся японською компанією Access Co. Ltd.. Браузер NetFront спроєктований для роботи як вбудований браузер.
В основному був поширений на мобільних телефонах. NetFront був доступний для різних платформ і вбудовувався в багатофункціональні пристрої, телевізори, ресивери цифрового телебачення, КПК, IP-телефони, ігрові приставки і консолі, e-mail термінали, автомобільні карп'ютери та в інші типи пристроїв.
Браузер конвертує таблиці з web-сторінок для вертикального відображення, без необхідності в горизонтальній прокрутці. Це дозволяє користувачеві збільшувати і зменшувати масштаб web-сторінок з 25 % до 100 %. Підтримує прокрутку і виділення за допомогою стилуса (на Pocket PC-пристроях). Програма може відкривати до п'яти вкладок одночасно (у Wii U до восьми), і перемикатися між ними.
На даний момент подальша розробка браузера NetFront зупинена.